# Ajsel Kujović
Ajsel Kujović (* 1. März 1986 in Bijelo Polje, Montenegro) ist ein ehemaliger schwedischer Fußballspieler. Der Offensivspieler, dessen Bruder Emir ebenfalls Fußballspieler ist, lief mehrfach für die schwedische U-21-Auswahl auf.

## Werdegang
Kujović kam als Sechsjähriger mit seiner Familie aus Montenegro. Er begann mit dem Fußballspielen bei Klippans BoIF. Von dort wechselte der Offensivspieler im Frühjahr 2000 in die Jugendabteilung von Landskrona BoIS. Hier wusste er auf sich aufmerksam zu machen und wurde im Sommer 2004 von Feyenoord Rotterdam verpflichtet. Nach zwei Jahren in der Jugend des holländischen Traditionsvereins kehrte er im Sommer 2006 nach Schweden zurück.
Kujović schloss sich Halmstads BK in der Allsvenskan an. Hier konnte er sich bereits im ersten Jahr einen Stammplatz erkämpfen und in 14 Spielen zwei Tore erzielen. Am 14. November 2006 debütierte Kujović bei der 2:4-Niederlage gegen die französische Juniorennationalmannschaft in der schwedischen U21-Auswahl, als er in der 63. Spielminute für Marcus Berg eingewechselt wurde. Nachdem er sich bei seinem Klub in den folgenden Spielzeiten nicht dauerhaft in der Stammformation etablieren konnte, gehörte er nur unregelmäßig der schwedischen Nachwuchsauswahl an.
Im Laufe der Spielzeit 2009 kam Kujović unter anderem verletzungsbedingt lediglich zu neun Ligaeinsätzen. Im November des Jahres verkündete der Klub daher, seinen Vertrag nicht verlängern zu wollen. In der Folge war der Spieler vereinslos.
Nachdem Kujovi seit Herbst 2010 mit Landskrona BoIS trainiert hatte, unterschrieb er beim von Henrik Larsson trainierten Zweitligisten im März des folgenden Jahres einen bis zum Saisonende gültigen Kontrakt. Zwar wusste er hier zu überzeugen und erzielte bis zum Saisonende sieben Tore. Dennoch sah Sportchef Mats Aronsson von einer weiteren Verpflichtung ab. Nachdem er bis zum Ende des Wintertransferperiode im März 2012 noch ohne Verein geblieben war, schloss er sich Mitte April dem Fünftligisten Höganäs BK an. Ab 2016 spielte Kujovic für Varbergs BoIS in der zweiten schwedischen Liga, der Superettan. Nach der abgelaufenen Saison 2017 beendete er dort dann auch seine Karriere.